# Csanád Erdély
Csanád Erdély (né le 5 avril 1996 à Dunaújváros) est un joueur professionnel hongrois de hockey sur glace. Il évolue au poste d'attaquant.

## Biographie

### Carrière en club
Formé au Dunaújváros AC, il rejoint les équipes de jeunes du Fehérvár AV19 puis découvre l'EBEL, l'élite autrichienne en 2013-2014. Il joue une saison en junior en Amérique du Nord chez le Stampede de Sioux Falls en 2015-2016 dans l'USHL. De 2016 à 2023, il porte les couleurs du Fehérvár AV19 toujours dans le championnat autrichien. En 2023, il signe au Esbjerg fB Ishockey dans le championnat du Danemark.

### Carrière internationale
Il représente la Hongrie au niveau international. Il a participé aux sélections jeunes.

## Trophées et honneurs personnels

### Hongrie
- 2012-2013 : nommé meilleur junior de la saison.
- 2013-2014 : nommé meilleur junior de la saison.
- 2020-2021 : nommé meilleur attaquant.

## Statistiques

### En club
| Saison    | Équipe                  | Ligue        |    | Saison régulière | Saison régulière | Saison régulière | Saison régulière | Saison régulière |   | Séries éliminatoires | Séries éliminatoires | Séries éliminatoires | Séries éliminatoires | Séries éliminatoires |
| Saison    | Équipe                  | Ligue        | PJ | B                | A                | Pts              | Pun              | PJ               | B | A                    | Pts                  | Pun                  |                      |                      |
| 2013-2014 | Fehérvár AV19           | EBEL         | 6  | 0                | 0                | 0                | 0                | -                | - | -                    | -                    | -                    |                      |                      |
| 2014-2015 | Fehérvár AV19           | EBEL         | 47 | 4                | 4                | 8                | 12               | 6                | 0 | 0                    | 0                    | 6                    |                      |                      |
| 2015-2016 | Stampede de Sioux Falls | USHL         | 55 | 6                | 8                | 14               | 28               | 3                | 0 | 0                    | 0                    | 2                    |                      |                      |
| 2016-2017 | Fehérvár AV19           | EBEL         | 34 | 11               | 13               | 24               | 32               | -                | - | -                    | -                    | -                    |                      |                      |
| 2016-2017 | Fehérvári Titánok       | MOL Liga     | 0  | 0                | 0                | 0                | 0                | 2                | 2 | 0                    | 2                    | 2                    |                      |                      |
| 2017-2018 | Fehérvár AV19           | EBEL         | 54 | 11               | 16               | 27               | 32               | -                | - | -                    | -                    | -                    |                      |                      |
| 2018-2019 | Fehérvár AV19           | EBEL         | 50 | 20               | 20               | 40               | 22               | 6                | 1 | 1                    | 2                    | 6                    |                      |                      |
| 2019-2020 | Fehérvár AV19           | EBEL         | 50 | 12               | 19               | 31               | 26               | -                | - | -                    | -                    | -                    |                      |                      |
| 2020-2021 | Fehérvár AV19           | ICE HL       | 47 | 22               | 18               | 40               | 20               | 4                | 0 | 0                    | 0                    | 2                    |                      |                      |
| 2021-2022 | Fehérvár AV19           | ICE HL       | 45 | 14               | 15               | 29               | 18               | 13               | 6 | 2                    | 8                    | 2                    |                      |                      |
| 2022-2023 | Fehérvár AV19           | ICE HL       | 47 | 7                | 16               | 23               | 0                | 4                | 1 | 2                    | 3                    | 0                    |                      |                      |
| 2023-2024 | Esbjerg Energy          | Metal Ligaen | 48 | 17               | 20               | 37               | 8                | 20               | 4 | 4                    | 8                    | 8                    |                      |                      |